# Chiesa collegiata dei Santi Pietro e Paolo

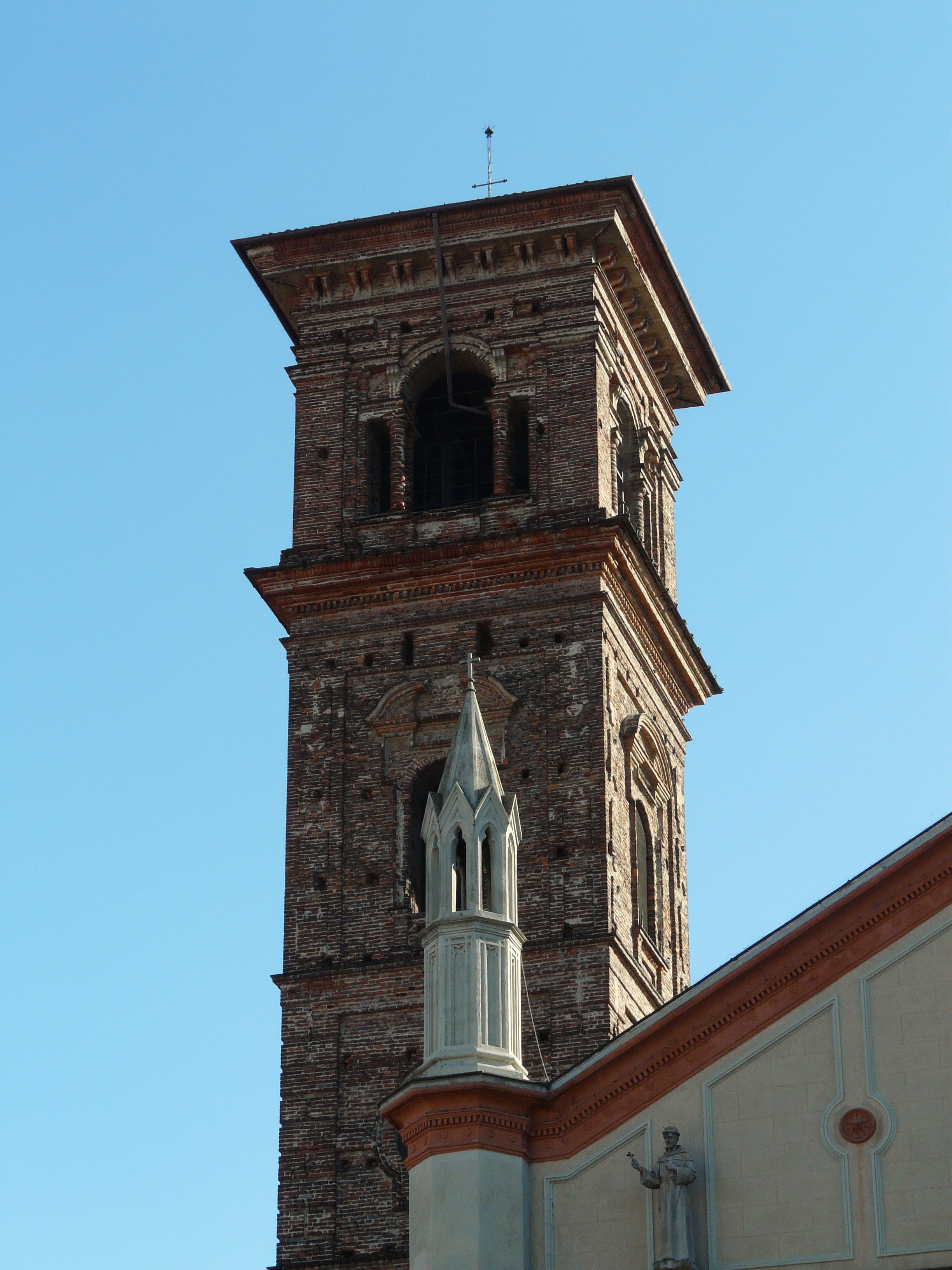
Il campanile

La chiesa collegiata dei Santi Pietro e Paolo di Carmagnola venne fortemente voluta dalla comunità carmagnolese e venne sostenuta economicamente anche dal marchese Ludovico I di Saluzzo. Quest'ultimo, a sua volta, si fece promotore dell'iniziativa presso papa Sisto IV e già nel 1474 il pontefice aveva concesso il suo personale nulla osta all'erezione della chiesa, ma si dovette attendere sino al 1492 per dare l'avvio ai lavori, quando la prima pietra venne posata alla presenza di Margherita di Cominges, sorella del marchese di Saluzzo. Il progetto venne affidato all'architetto e canonico nobile Giorgino Costanza di Costigliole il qual venne nominato anche sovrintendente all'intero progetto sino al suo completamento nel 1512. L'edificio, sebbene ancora incompleto in alcune parti decorative, venne ufficialmente consacrato il 25 marzo 1514 ad opera di monsignor Vacca, delegato dell'amministratore apostolico della diocesi di Saluzzo, il cardinale Sisto Gara della Rovere.
La chiesa, internamente, si presenta ad impianto basilicale con tre navate, di cui quella centrale appare suddivisa in sei campate di forma rettangolare con un'abside centrale di forma poligonale, coperta da una volta a costoloni. Quest'ultima appare esternamente completata da contrafforti di gusto tardogotico con finestre incorniciate in cotto. La chiesa venne alterata per la prima volta nel Seicento quando venne costruito il campanile barocco attualmente visibile, mentre nel XVIII secolo venne ridecorata completamente la sacrestia con stucchi di maestri luganesi oltre all'altare maggiore di marmo progettato nel 1726 dall'architetto Francesco Gallo. La facciata è stata alterata da interventi dell'ingegnere torinese Alessio Regazzoni tra il 1893 ed il 1896 che in parte hanno compromesso l'originaria struttura integralmente a mattoni a vista per un gusto maggiormente neogotico. Solo nel Novecento, internamente, si è proceduto a una modifica dell'aspetto che venne rigorosamente riportato all'epoca dello stile gotico. Nel 1907 vennero inoltre realizzate le vetrate istoriate dell'abside dalla prestigiosa bottega di Heinrich Oidtmann.
Di particolare pregio è la cappella dedicata all'Immacolata Concezione con il suo straordinario apparato decorativo e una tela di Guglielmo Caccia detto il Moncalvo raffigurante l’Assunzione della Vergine (originariamente eseguita per la chiesa di San Bernardino di Carmagnola), a cui si affiancano anche quella della Madonna del Rosario (con stucchi di Domenico Beltramelli), decorata al suo interno con due grandi tele rappresentanti l’Adorazione dei magi e l’Adorazione dei pastori, la cappella del Santissimo Crocifisso, eretta nel 1677 dal canonico Ludovico Telesio, cavaliere dell'Ordine dei Santi Maurizio e Lazzaro, e la cappella del Corpus Domini, la più antica, realizzata nel 1545 e dove troneggia una Deposizione d'epoca.

## Galleria d'immagini

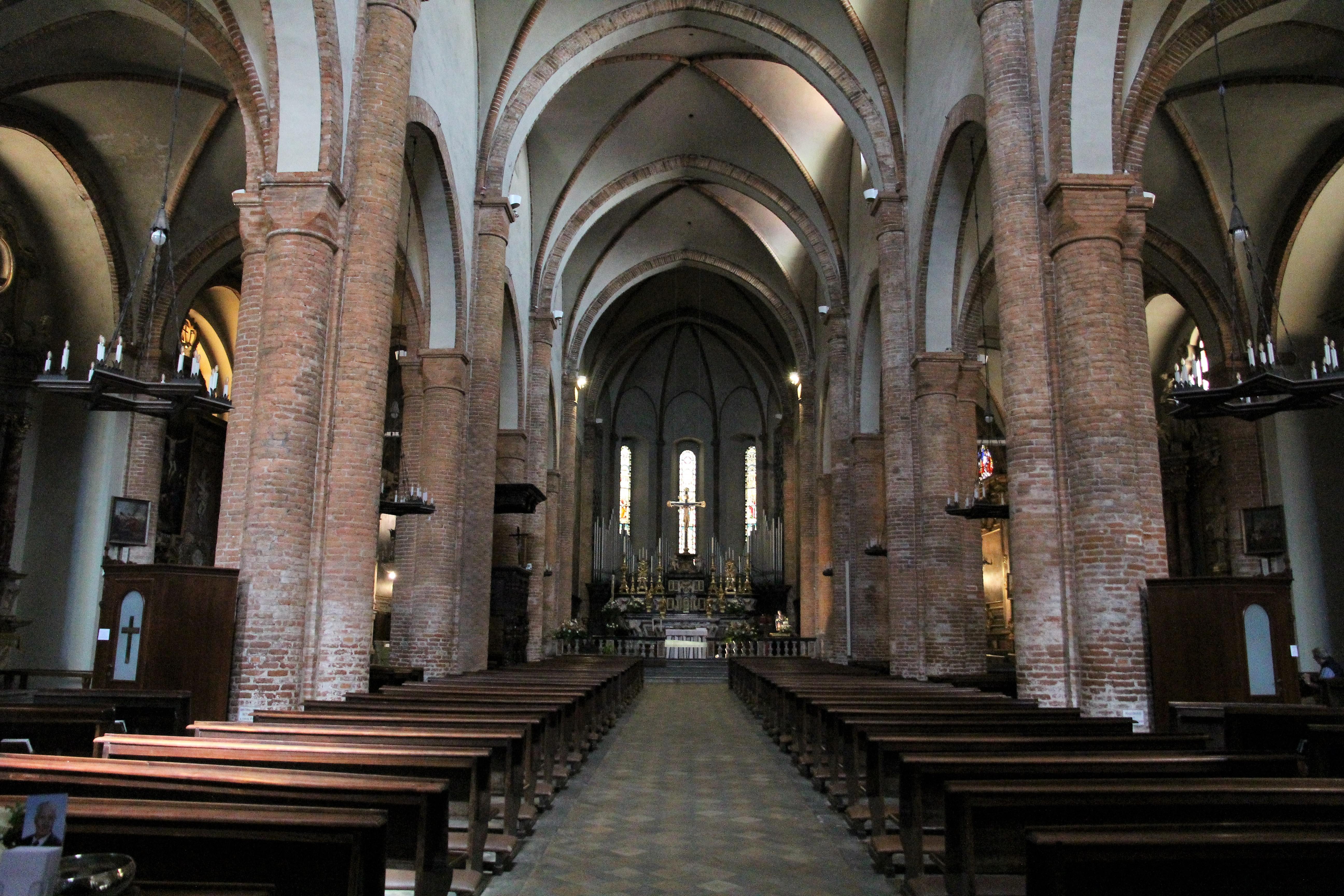
interno
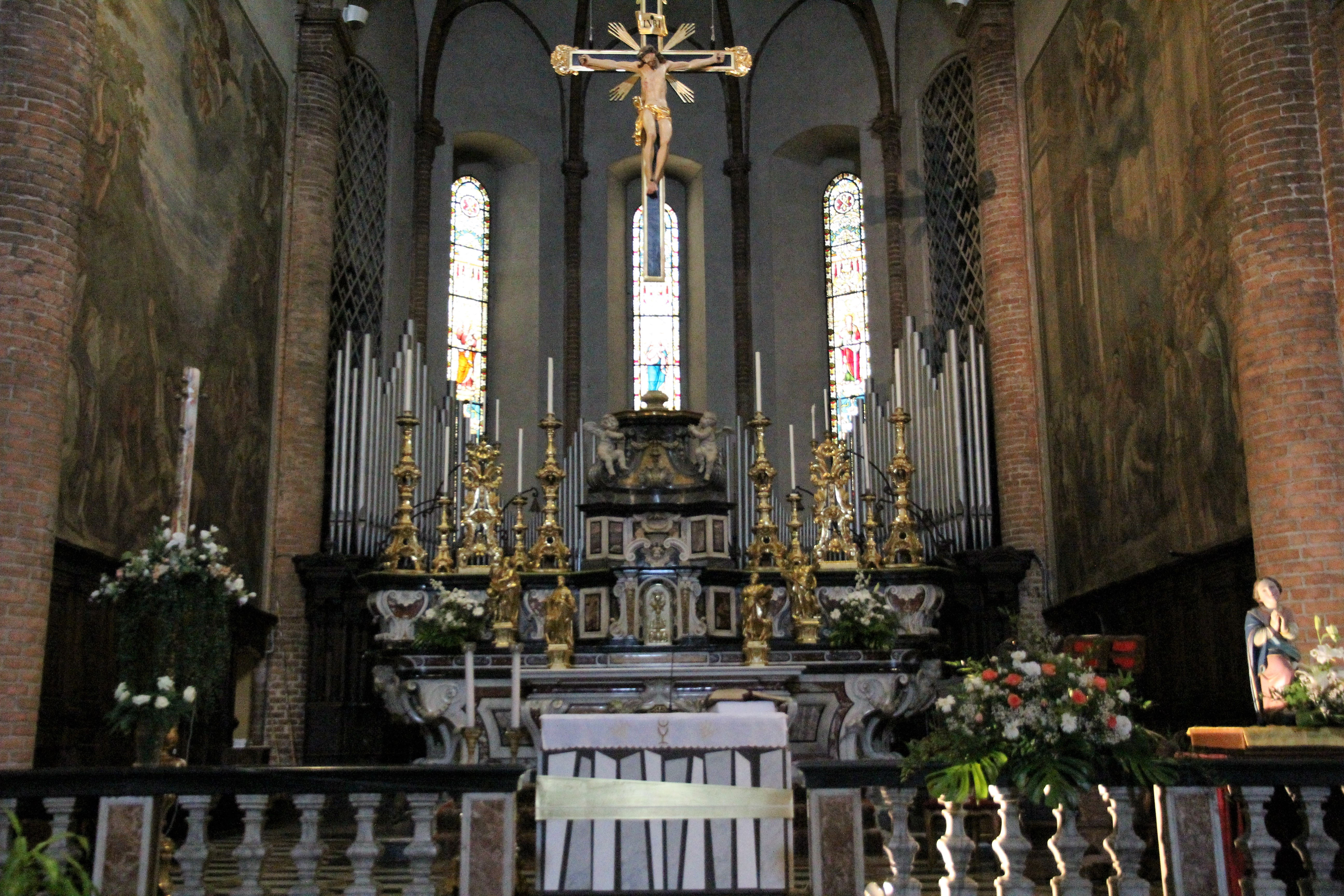
altare maggiore
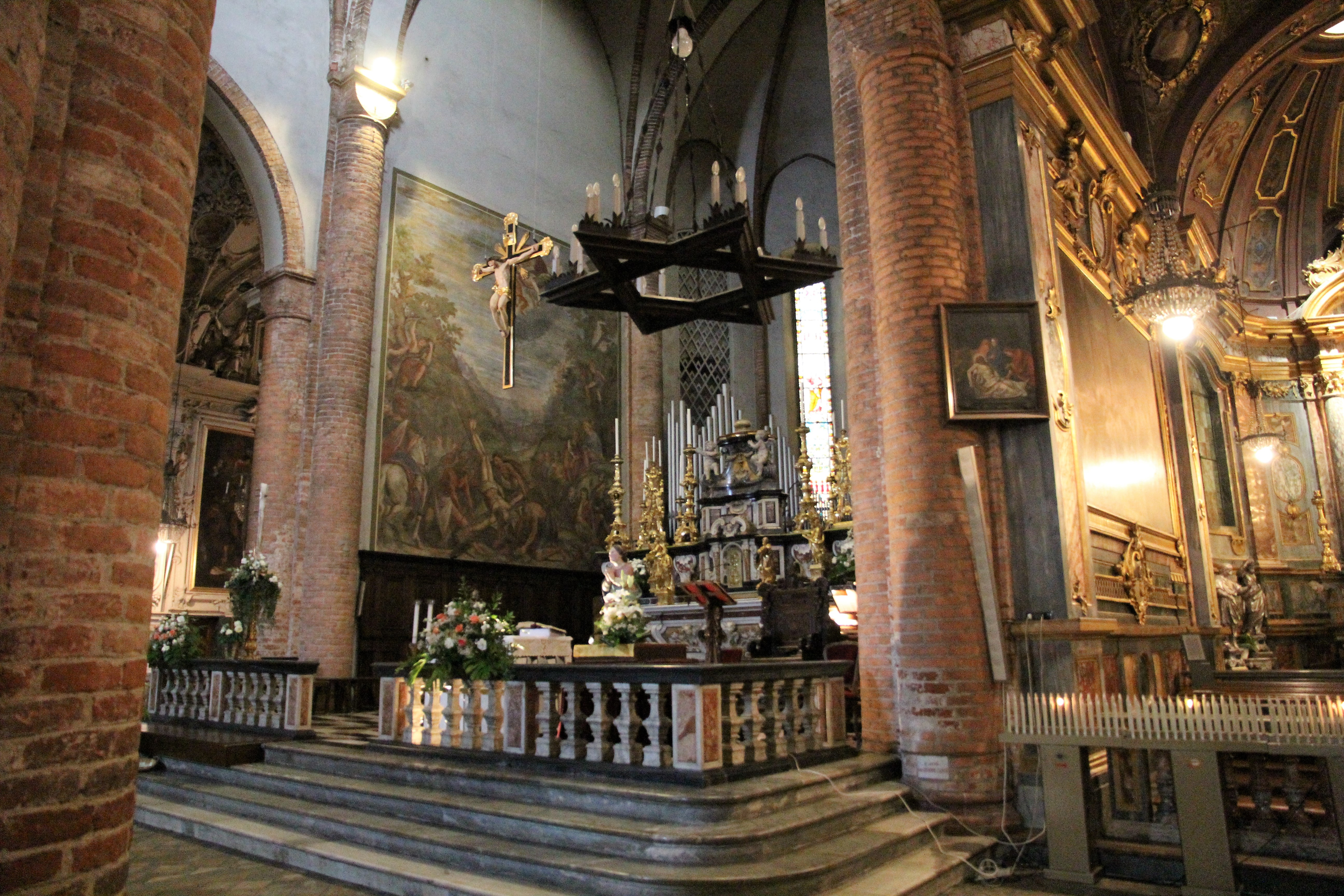
altare maggiore
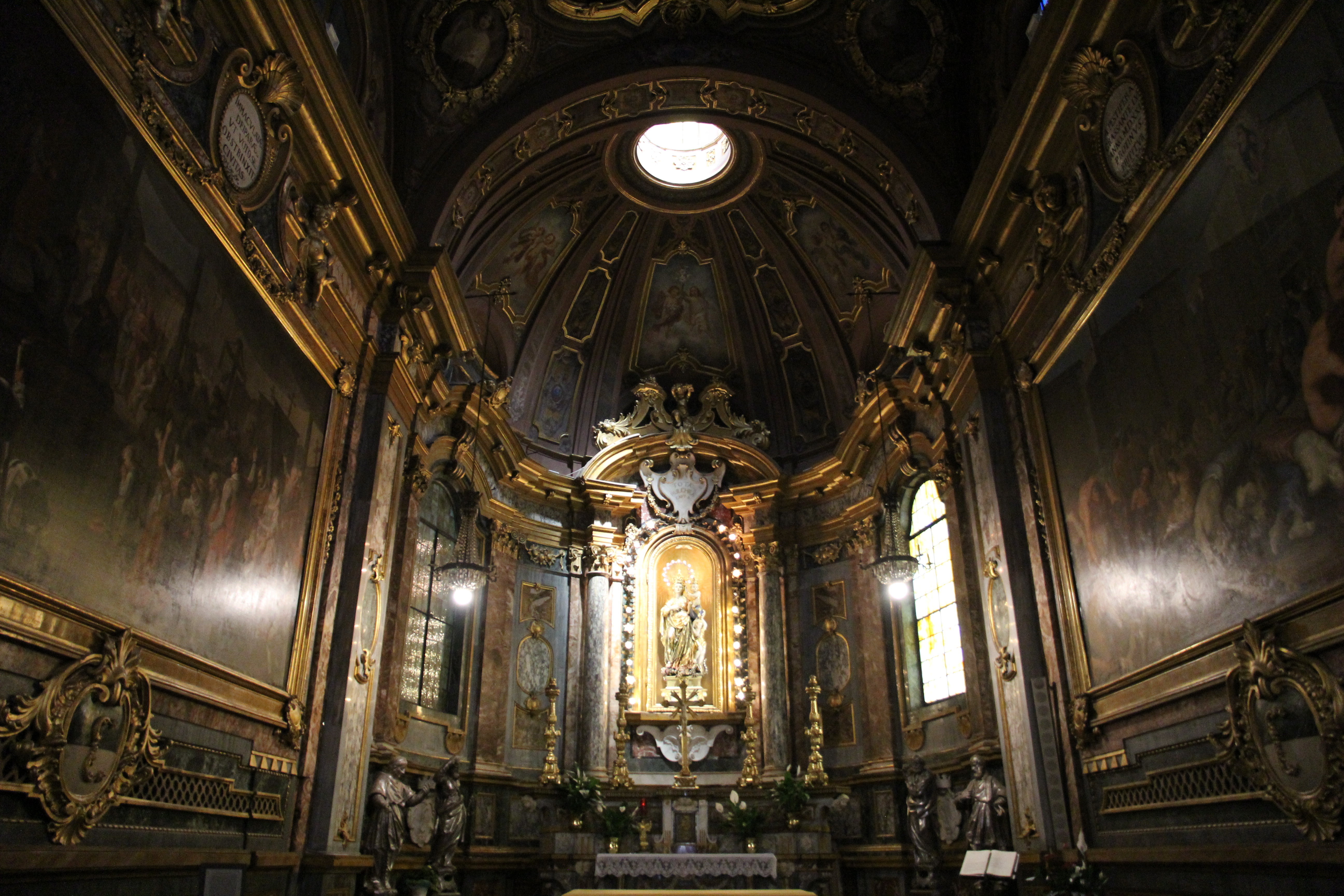
cappella della Madonna del Rosario